# Ana Paula Lima
Ana Paula de Souza Lima (Curitiba, 19 de abril de 1964) é uma enfermeira obstetra e política brasileira. Filiada ao Partido dos Trabalhadores (PT).

## Vida e trajetória política
Ana Paula Lima é natural de Curitiba, capital do Paraná, mas mudou-se para Santa Catarina ainda jovem. Formada em enfermagem e obstetrícia pela Universidade do Vale do Itajaí (Univali), é filiada ao Partido dos Trabalhadores (PT) desde 1987 e foi a primeira mulher eleita deputada estadual por Blumenau.
Deputada estadual por quatro mandatos consecutivos, elegeu-se para a 15ª legislatura (2003 — 2007), a 16ª legislatura (2007 — 2011), a 17ª legislatura (2011 — 2015) e a 18ª legislatura (2015 — 2019). Durante o período em que permaneceu na Assembleia Legislativa de Santa Catarina (Alesc), foi presidente da Comissão de Saúde, da Comissão de Direitos Humanos e da Comissão de Turismo e Meio Ambiente, vice-presidente da Comissão de Proteção Civil e membro das Comissões de Segurança Pública, de Prevenção e Combate às Drogas e de Ética e Decoro Parlamentar. Além disso, Ana Paula também esteve à frente do movimento que originou a Bancada Feminina na Assembleia Legislativa, a qual coordenou em duas oportunidades.
Em 2012, candidatou-se à prefeitura do município de Blumenau pela coligação Blumenau, quem ama cuida, composta pelo Partido dos Trabalhadores, Progressistas, Partido Democrático Trabalhista, Democracia Cristã, Partido Humanista da Solidariedade, Partido Trabalhista Cristão, Partido Verde, Partido Pátria Livre, Partido Comunista do Brasil e Avante. Alcançando a soma de 53.903 votos (29,04% dos votos válidos), não conseguiu se eleger, ficando atrás dos candidatos Jean Kuhlmann (PSD) e Napoleão Bernardes (PSDB) que foram para o segundo turno.
Em 2018, Ana Paula Lima candidatou-se ao cargo de deputada federal pelo PT e, angariando a soma de 76.304 votos (2,15% dos votos válidos), não conseguiu ser eleita. Porém, às vésperas da cerimônia de posse dos eleitos, uma decisão do Tribunal Regional Eleitoral catarinense (TRE-SC) deu a vaga a Ana Paula na Câmara dos Deputados. Os juízes do TRE decidiram, por 4 votos a 3, aceitar o registro da candidata Ivana Laís (PT), que recebeu apenas 491 votos em outubro e que havia sido indeferida por não ter apresentado uma certidão do Tribunal Regional Federal da 4ª Região, obrigatória a todos os candidatos. Em 13 de dezembro, porém, o ministro do Tribunal Superior Eleitoral (TSE), Admar Gonzaga, suspendeu a decisão do TRE de Santa Catarina fazendo com que Ricardo Guidi (PSD), que angariou 61.830 votos no pleito, voltasse a ter direito à diplomação. Em agosto de 2019, mais uma vez, o TSE retomou o julgamento sobre o recurso contra a decisão que indeferiu a candidata Ivana Laís e, por maioria, votaram a favor da validação dos votos da candidata, decisão que deu o direito a mais uma cadeira ao partido no parlamento, fazendo com que Ana Paula Lima ganhasse a vaga então ocupada por Ricardo Guidi.
Além disso, Ana Paula Lima é casada com o político Décio Lima e tem dois filhos.

## Desempenho em eleições
| Ano   | Eleição                    | Coligação                                               | Partido | Candidato a       | Votos   | %     | Resultado  |
| ----- | -------------------------- | ------------------------------------------------------- | ------- | ----------------- | ------- | ----- | ---------- |
| 2002  | Estadual em Santa Catarina | -                                                       | PT      | Deputada estadual | 38.553  | 1,37  | Eleita     |
| 2006  | Estadual em Santa Catarina | -                                                       | PT      | Deputada estadual | 36.989  | 1,22  | Eleita     |
| 2010  | Estadual em Santa Catarina | PT, PRB, PR, PSDC, PRTB, PHS e PC do B                  | PT      | Deputada estadual | 47.442  | 1,47  | Eleita     |
| 2012  | Municipal em Blumenau      | PT, PP, PDT, PSDC, PHS, PTC, PV, PPL, PC do B e PT do B | PT      | Prefeita          | 53.903  | 29,04 | Não Eleita |
| 2014  | Estadual em Santa Catarina | -                                                       | PT      | Deputada estadual | 36.893  | 1,12  | Eleita     |
| 2018e | Estadual em Santa Catarina | -                                                       | PT      | Deputada federal  | 76.304  | 2,44  | Suplente   |
| 2020  | Municipal em Blumenau      | PT, PV                                                  | PT      | Prefeita          | 8.359   | 5,21  | Não Eleita |
| 2022  | Estadual em Santa Catarina | -                                                       | PT      | Deputada federal  | 148.781 | 3,74  | Eleita     |
| 2024  | Municipal em Blumenau      | FE Brasil, PSB, PDT, Avante,Solidariedade               | PT      | Prefeita          | 29.071  | 21,3  | Não Eleita |